# Alfa Romeo 33 Pininfarina Coupé Prototipo Speciale
L'Alfa Romeo 33 Pininfarina Coupé Prototipo Speciale, conosciuta anche come Alfa Romeo 33.2, è una dream car costruita dall'Alfa Romeo e dalla Pininfarina nel 1969.

## Il contesto
Questa vettura è una delle 6 dream car basate sull'autotelaio dell'Alfa Romeo 33 Stradale realizzate dai più noti carrozzieri italiani a cavallo tra gli anni '60 e '70. La coupé che venne esposta al salone dell'automobile di Parigi nell'ottobre del 1969 fu il tentativo della Pininfarina di riutilizzare il progetto di Leonardo Fioravanti che aveva dato vita alla Ferrari P5, presentata al salone dell'automobile di Ginevra l'anno precedente e poi abbandonato a causa del basso gradimento incontrato a Maranello e delle nuove norme tecniche stabilite per il Campionato del Mondo Sport Prototipi che de facto escludevano la Ferrari 330 P4.
Rispetto alla P5 la 33.2 ne è la diretta discendente dato che la linea della carrozzeria è quella Ferrari P5 adattata sull'autotelaio della 33 Stradale, seppur con diverse modifiche. Tra queste le più importanti si concentrano nella coda con anche diverso frontale e colore, un giallo molto acceso, oltre a dei particolari costruttivi pensati per la realizzazione in piccola serie della vettura, come i fari a scomparsa e il cofano anteriore apribile sul pozzetto. Fu una delle ultime dream car con tratti curvilinei prima che prendessero piede le linee squadrate degli anni '70.

## La vettura

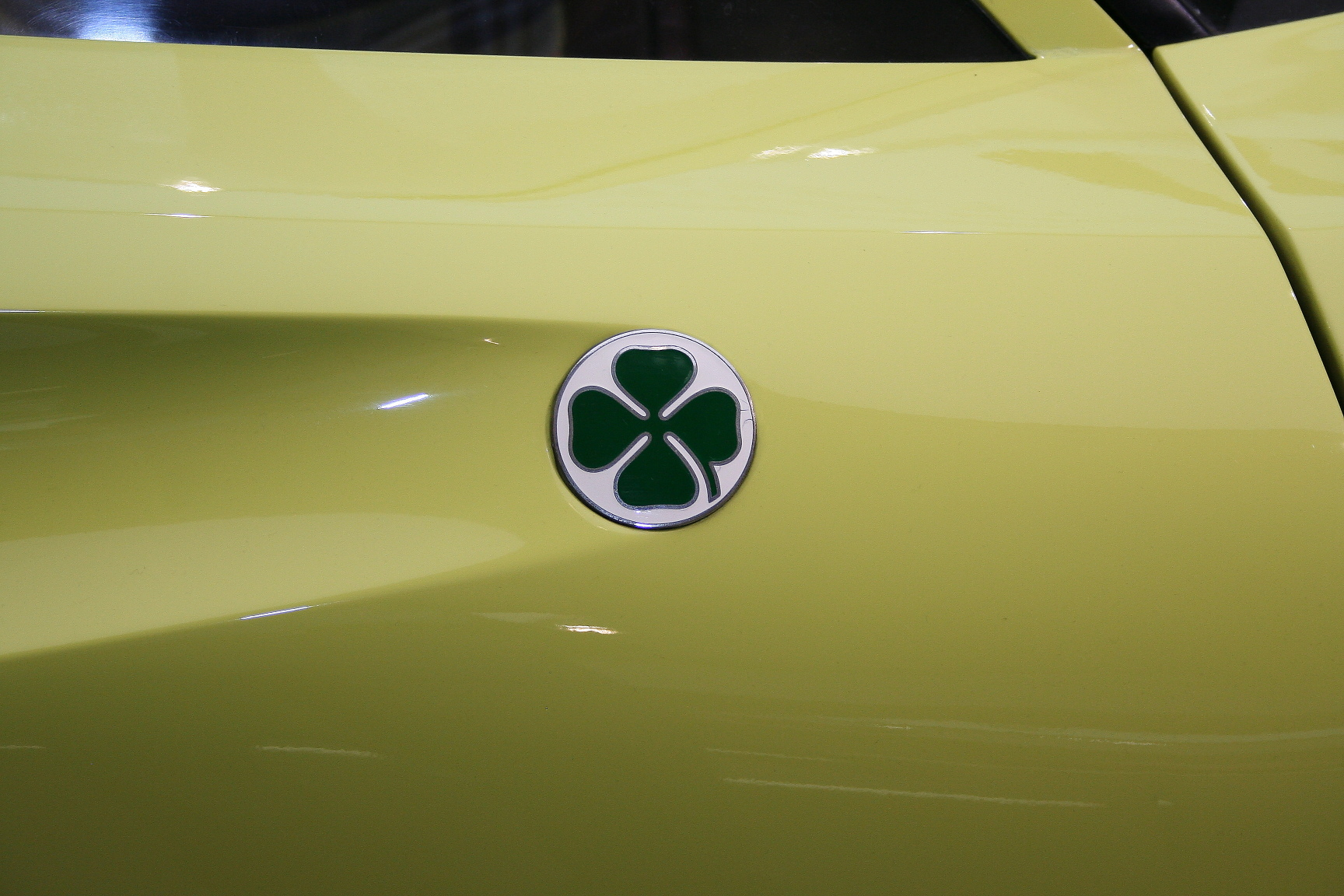
Dettaglio del quadrifoglio inglobato nelle portiere

In generale il design era caratterizzato da volumi convessi e concavi che si intersecano con linee più nette rispetto a quelle degli anni '60 anche se ancora piuttosto curve. Il prototipo è dotato di un frontale basso e concavo, con una stretta fessura per la ventilazione del radiatore con il trilobo Alfa Romeo tra i due parafanghi dalla forma ovoidale, in cui sono integrate luci di posizione e fanali a scomparsa, e con due sfoghi dell'aria calda dal radiatore sul cofano. Il profilo non cambia rispetto a quello della P5, eccetto che per le prese d'aria del motore ellittiche che si allungano fino a formare un basso spoiler, ora prive di griglie e con uno stemma con il quadrifoglio inglobato a centro portiera, mantenendo i parafanghi ovoidali allungati e i passaruota concavi.

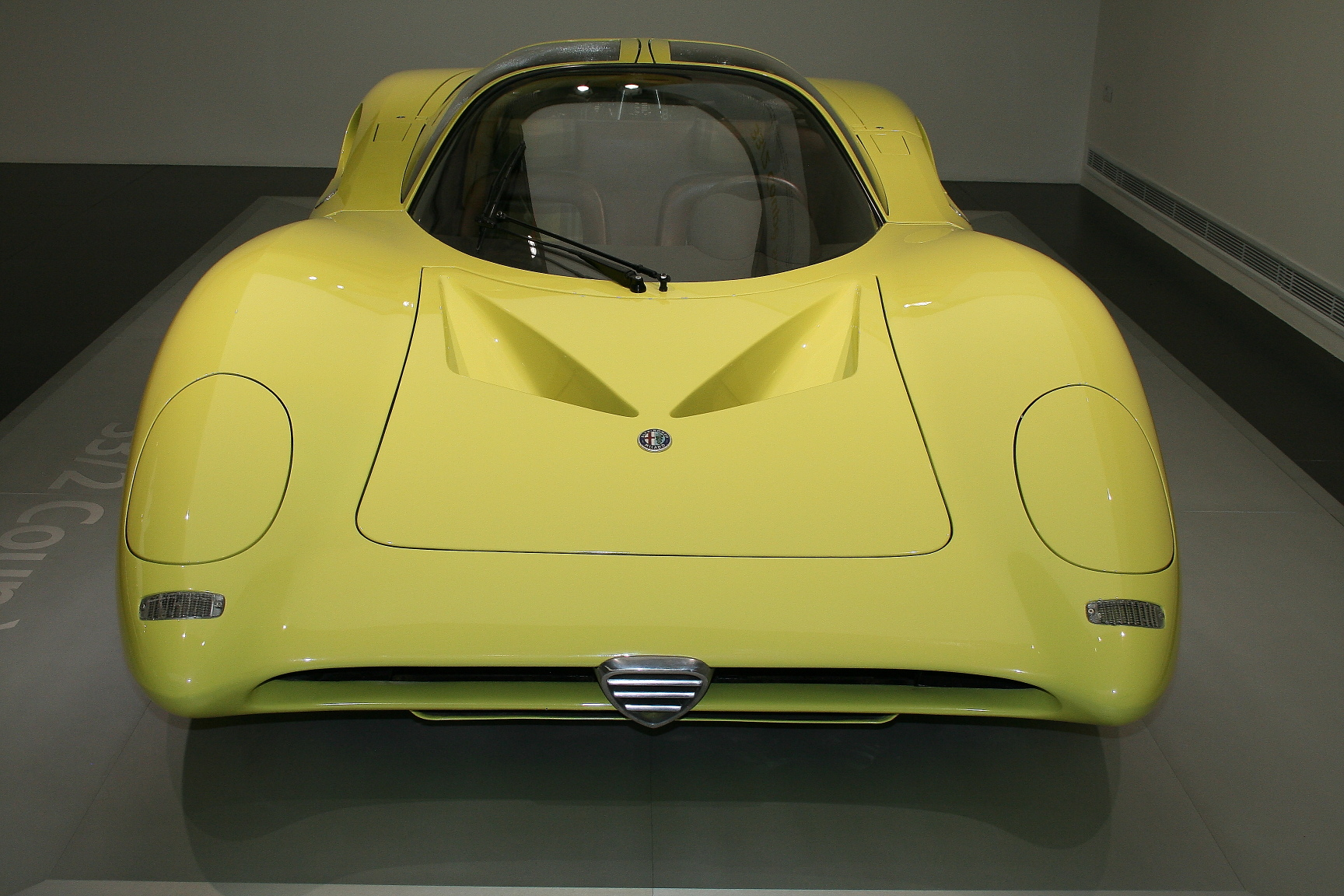
Vista frontale

La parte posteriore invece venne rivoluzionata abbandonando le originali griglie orizzontali in favore di una soluzione più classica, con luci posteriori a sviluppo orizzontale e paraurti sdoppiati nero opaco separati da una griglia di ventilazione del motore su cui è alloggiata la targa. Come sulla P5 il padiglione è quasi completamente trasparente, anche il cofano posteriore in vetro lascia il propulsore a vista, a eccezione dei due roll-bar uniti da un elemento traverso longitudinale, il quale funge da struttura portante per le porte ad ala di gabbiano azionate idraulicamente dotate di finestrini che si incurvano fin sopra il tetto della vettura.
Gli interni sono rivestiti in pelle marrone e moquette beige, con sedili in pelle e tessuto scozzese; il volante rivestito anch'esso in pelle è lo stesso della Tipo 33 da corsa, dietro il quale sono alloggiati tachimetro e contagiri mentre i cinque strumenti secondari sono posizionati al centro della plancia.
Il prototipo è equipaggiato con il medesimo motore 8 cilindri a V a doppia accensione da 1.995 cm³ dell'Alfa Romeo 33 Stradale, in grado di erogare 230 CV di potenza a 8.800 giri, sistemato in posizione centrale e accoppiato a un cambio manuale a 6 marce.
La 33 Coupé Speciale Prototipo di Pininfarina non ebbe seguito produttivo e al pari delle altre dream car basate sull'autotelaio dell'Alfa Romeo 33 Stradale proposte dai migliori carrozzieri italiani è conservata al Museo Storico Alfa Romeo di Arese.